# NGC 1679
NGC 1679 is een balkspiraalstelsel in het sterrenbeeld Graveerstift. Het hemelobject werd op 18 november 1835 ontdekt door de Britse astronoom John Herschel.

## Synoniemen
- PGC 16120
- ESO 422-1
- MCG -5-12-4
- UGCA 96
- AM 0448-320
- IRAS 04480-3203